# SN 2004ea
SN 2004ea – supernowa typu Ia odkryta 29 sierpnia 2004 roku w galaktyce M-03-11-19. W momencie odkrycia miała maksymalną jasność 18,20m.